# Списък с епизоди на „Чародейките“
Това е списъкът с епизоди на „Чародейките“ с оригиналните дати на излъчване в САЩ.

## Сезони
| Сезон | Сезон | Епизоди | Излчъяване     | Обложка |
| ----- | ----- | ------- | -------------- | ------- |
|       | 1     | 22      | 1998 – 1999 г. |         |
|       | 2     | 22      | 1999 – 2000 г. |         |
|       | 3     | 22      | 2000 – 2001 г. |         |
|       | 4     | 22      | 2001 – 2002 г. |         |
|       | 5     | 23      | 2002 – 2003 г. |         |
|       | 6     | 23      | 2003 – 2004 г. |         |
|       | 7     | 22      | 2004 – 2005 г. |         |
|       | 8     | 22      | 2005 – 2006 г. |         |

## Сезон 1
| Име | Магически същества                                      | Първо излъчване в САЩ | Епизод | Епизод | Зрители      |
| --- | ------------------------------------------------------- | --------------------- | ------ | ------ | ------------ |
| Something Wicca This Way Comes | Джерами Бърнс                                           | 7 октомври, 1998      | 1      | 1.01   | 7.70 милиона |
| Фийби се връща да живее с по-големите си сестри, Прю и Пайпър, и намира книга за магий на тавана. След прочитане на заклинание, сестрите получават свръхестествените сили предопределени за тях.                                                                                    |                                                         |                       |        |        |              |
| I've Got You Under My Skin | Джавна, Рекс Бъкланд и Хана Уебстър                     | 14 октомври, 1998     | 2      | 1.02   | 7.2 милиона  |
| Пайпър има проблем със силите си, а Фийби се запознава с фотограф който извлича младостта от млади жени, за да остане млад. |                                                         |                       |        |        |              |
| Thank You for Not Morphing | Демони променящи външния си вид                         | 21 октомври, 1998     | 3      | 1.03   | не е обявено |
| Виктор, бащета на Чародейките се връща, но проблемът е, че той се съязява със съседите, които не са това което изглеждат. |                                                         |                       |        |        |              |
| Dead Man Dating | Яма                                                     | 28 октомври, 1998     | 4      | 1.04   | не е обявено |
| Пайпър се влюбва в духът на убит мъж, който се нуждае от помощта ѝ. Фийби се хваща на работа в хотел като медиум, за да плати подаръка на Прю. |                                                         |                       |        |        |              |
| Dream Sorcerer | Магьосник от сънищата                                   | 4 ноември, 1998       | 5      | 1.05   | не е обявено |
| Сънищата на Прю са нарушени от странни видения, вкоито тя е дразнена от непознат мъж. В същото време Пайпър и Фийби правят заклинание за привличане на мъже, което излиза извън контрол.                                                                                            |                                                         |                       |        |        |              |
| The Wedding from Hell | Хеката                                                  | 11 ноември, 1998      | 6      | 1.06   | не е обявено |
| Сестрите се изправени пред Хеката, могъща богиня-демон. Тя принудила майка да се откаже от сина си, за да зачене дете демон. |                                                         |                       |        |        |              |
| The Fourth Sister | Кали                                                    | 18 ноември, 1998      | 7      | 1.07   | не е обявено |
| Тийнейджърка, маниполирана от демона Кали, се сприятелява с Фийби с надежда да се присъедини към Чародейките. |                                                         |                       |        |        |              |
| The Truth Is Out There...and It Hurts | Гавин                                                   | 25 ноември, 1998      | 8      | 1.08   | не е обявено |
| Сестрите се опитват да спрат мистериозен убиец. Прю използва заклинание за истина на Анди. |                                                         |                       |        |        |              |
| The Witch Is Back | Матю Тейт                                               | 16 декември, 1998     | 9      | 1.09   | не е обявено |
| Зъл магьосник от миналото е освободен от проклятието си и се опитва да отнеме силите на сестрите, но те възкресяват тяхна предшественица, за да се сражава с него. |                                                         |                       |        |        |              |
| Wicca Envy | Рекс Бъкланд и Хана Уебстър                             | 13 януари, 1999       | 10     | 1.10   | не е обявено |
| Рекс обвинява Прю за кражба от аукционната къща, всичко е в ръцете на Пайпър и Фийби, който трябва да спасят сестра си и да разкрият истината. |                                                         |                       |        |        |              |
| Feats of Clay | Пазител на Урната                                       | 20 януари, 1999       | 11     | 1.11   | не е обявено |
| Когато бившето гадже на Фийби се връща в града, той носи проклятие под формата на открадната Египетска урна носеща проклятие. |                                                         |                       |        |        |              |
| The Wendigo | Уендиго                                                 | 3 февруари, 1999      | 12     | 1.12   | не е обявено |
| Когато Пайпър е нападната от силно и злобно чудовище, Анди започва да го търси заедно с агент на ФБР, който работи по случея от много време. |                                                         |                       |        |        |              |
| From Fear to Eternity | Барбас                                                  | 10 февруари, 1999     | 13     | 1.13   | не е обявено |
| Майката на момичетата ги предупреждава за демон от отвъдното, който идва на всеки 1300 години в петък 13, за да плаши вещици до смърт и да се храни със страховете им. |                                                         |                       |        |        |              |
| Secrets and Guys | Макс Франклин                                           | 17 февруари, 1999     | 14     | 1.14   | не е обявено |
| Прю помага на отвлечен млад вещер, и възобновява надеждата си за свой деца. В същото време, Фийби разбира, че Лио всъщност е ангел пазител, заради което той се раздила с Пайпър.                                                                                                   |                                                         |                       |        |        |              |
| Is There A Woogy In The House? | Уугимен                                                 | 24 февруари, 1999     | 15     | 1.15   | не е обявено |
| Земетресение освобождава демон-сянка, „the Woogyman“. Фийби, под контрола му, се опитва да убие Пайпър и Прю, който трябва да намерят начин да спасят сестра си и да победят демона.                                                                                                |                                                         |                       |        |        |              |
| Which Prue Is It, Anyway? | Лорд на Войната и Браяна Уорън                          | 3 март, 1999          | 16     | 1.16   | не е обявено |
| Фийби има видение, в което Прю е наръгана до смърт, съответващо на това, че в града идва войн, за да убие най-голямата от сестрите Халиуел както е направил с прапрапралелята на момичетата. Прю прави заклинание, за да утрои силите си, но по погрешка създава два свой клонинга. |                                                         |                       |        |        |              |
| That '70s Episode | Николас                                                 | 7 април, 1999         | 17     | 1.17   | не е обявено |
| Трите сестри се връщат назад в 1970, когато майка им все още е жива, за да я спрат да сключи сделка с могъщ магьосник, в която той я пощадява в размяна на силите на момичетата. |                                                         |                       |        |        |              |
| When Bad Warlocks Turn Good | Магьосниците от фамилията Роу                           | 28 април, 1999        | 18     | 1.18   | не е обявено |
| Прю помага на млад мъж, който иска да стане свещеник, за да избегне съдбата си като един от тримата магьосници от „Злите“ Чародей. |                                                         |                       |        |        |              |
| Out of Sight | Гримлок                                                 | 5 май, 1999           | 19     | 1.19   | не е обявено |
| Прю става свидетел на отвличане в парка, a репортер я вижда да използва силите си. Пайпър и Фийби се опитват да намерят нещо повече за демона отвлякъл детето и да спрат репортера да разкрие Прю. Анди научава за силите на Прю.                                                   |                                                         |                       |        |        |              |
| The Power of Two | Джаксън Уорд, Колекционерът на Души, Инспектор Родригез | 12 май, 1999          | 20     | 1.20   | не е обявено |
| Докато е на обиколка в Алкатрас, Фийби вижда призрака на убиец обсебващ тялото на пазач, за да може да прекоси водите около затвора, и трябва да го спре преди да е твърде късно.                                                                                                   |                                                         |                       |        |        |              |
| Love Hurts | Алек (Черен ангел)                                      | 19 май, 1999          | 21     | 1.21   | не е обявено |
| Лио е пронизан от стрелата на Черен ангел, и моли сестрите да пазят момиче което е набелязано от Черния ангел. Пайпър прави заклинание с което разменя нейните и силите на Лио, за да го излекува, но по погрешка разменя и силите на Фийби И Прю.                                  |                                                         |                       |        |        |              |
| Deja Vu All Over Again | Темпус, Инспектор Родригез                              | 26 май, 1999          | 22     | 1.22   | не е обявено |
| Докато демонът Родригез прави планове как да унищожи Чародейките, той е посетен от Темпус, демон който връща времето назад, докато Родригез не успее да убие сестрите. |                                                         |                       |        |        |              |

Целия първи сезон можете да гледате в сайта:http://www.telemaniac.com/forum/index.php?topic=6158.160 Архив на оригинала от 2008-12-18 в Wayback Machine. приятно гледане.

## Сезон 2
| Епизод # | Заглавие                      | Сцинарист/и                              | Режисиор/и         | Дата на излъчване |
| 23 (1)   | „Изпитание за вещици“         | Brad Kern                                | Craig Zisk         | 30.09.1999        |
| 24 (2)   | „Въпрос на морал“             | Chris Levinson & Zack Estrin             | John Behring       | 07.10.1999        |
| 25 (3)   | „Нарисуван свят“              | Constance M. Burge                       | Kevin Inch         | 14.10.1999        |
| 26 (4)   | „Дяволска музика“             | David Simkins                            | Richard Compton    | 21.10.1999        |
| 27 (5)   | „Тя е мъж, скъпа, мъж!“       | Javier Grillo-Marxuach                   | Martha Mitchell    | 04.11.1999        |
| 28 (6)   | „Добрата, стара черна магия“  | Vivian Mayhew & Valerie Mayhew           | James L. Conway    | 11.11.1999        |
| 29 (7)   | „Летописите Акиша“            | Sheryl J. Anderson                       | Mel Damski         | 18.11.1999        |
| 30 (8)   | „Вода“                        | Chris Levinson & Zack Estrin             | John Behring       | 09.12.1999        |
| 31 (9)   | „Г-ца Хелфайър“               | Sheryl J. Anderson & Constance M. Burge  | Craig Zisk         | 13 януари 2000    |
| 32 (10)  | „Град на разбити сърца“       | David Simkins                            | Michael Zinberg    | 20 януари 2000    |
| 33 (11)  | „Безразсъдно изоставен“       | Javier Grillo-Marxuach                   | Craig Zisk         | 27 януари 2000    |
| 34 (12)  | „Пробуден“                    | Valerie Mayhew & Vivian Mayhew           | Anson Williams     | 03.02.2000        |
| 35 (13)  | „Животински прагматизъм“      | Chris Levinson & Zack Estrin             | Don Kurt           | 10.02.2000        |
| 36 (14)  | „Извинете миналото ми“        | Michael Gleason                          | John Paré          | 17.02.2000        |
| 37 (15)  | „Дай ми знак“                 | Sheryl J. Anderson                       | James A. Contner   | 24.02.2000        |
| 38 (16)  | „Законът на Мърфи“            | David Simkins                            | John Behring       | 30.03.2000        |
| 39 (17)  | „Вечна младост“               | Javier Grillo-Marxuach & Robert Masello  | Kevin Inch         | 06.04.2000        |
| 40 (18)  | „Кино-герой“                  | Zack Estrin & Chris Levinson             | Michael Schultz    | 20.04.2000        |
| 41 (19)  | „Екс Либрис“                  | Peter Chomsky & Brad Kern                | Joel J. Feigenbaum | 27.04.2000        |
| 42 (20)  | „Астрална маймуна“            | David Simkins & Constance M. Burge       | Craig Zisk         | 04.05.2000        |
| 43 (21)  | „Апокалипсис? Не съвсем!“     | Sanford Golden & Sheryl J. Anderson      | Michael Zinberg    | 11.05.2000        |
| 44 (22)  | „Внимавай какво си пожелаваш“ | Chris Levinson & Zack Estrin & Brad Kern | Shannen Doherty    | 18.05.2000        |

## Сезон 3
| Заглавие | Сценарист/и                  | Режисиор/и         | Дата на излъчване в САЩ | Епизод # |
| --- | ---------------------------- | ------------------ | ----------------------- | -------- |
| The Honeymoon's Over | Brad Kern                    | Jim Conway         | 5.10.2000               | 3.01     |
| Пепър и Лео за месец, за да видят старейшинитер оставяйки Прю и Фийби без Силата на трите. Скоро те се справят с „попечители“ демоните.                                            |                              |                    |                         |          |
| Magic Hour | Zack Estrin & Chris Levinson | John Behring       | 12.10.2000              | 3.02     |
| Сестрите трябва да помогне аа млад мъж, който се превръща в сова през деня и неговата приятелка, която се превръща във вълк през нощта. Те са прокълнати от шефа си магьосник.     |                              |                    |                         |          |
| Once Upon a Time | Krista Vernoff               | Joel J. Feigenbaum | 19.10.2000              | 3.03     |
| Прю и Фийби намират Кейт, младо момиче, което твърди, че опазва фея принцеса от злите тролове.                                                                                     |                              |                    |                         |          |
| All Halliwell's Eve | Sheryl J. Anderson           | Richard Compton    | 26.10.2000              | 3.04     |
| Сестрите се връщат във времето, за да предпазят Шарлот, бременна жена, от зла дама, която иска да открадне бебето ѝ. Те също трябва да скрият самоличнастта си от ловци на вещици. |                              |                    |                         |          |